# Jean-Pierre Lihau
Jean-Pierre Lihau Ebua Kalokola Monga Libana, mieux connu sous le nom de Jean-Pierre Lihau, né le 20 janvier 1975 à Kinshasa, est un homme politique de la république démocratique du Congo. Il est vice-Premier ministre chargé de la Fonction publique, de la Modernisation de l'administration et Innovation de service public dans le gouvernement Lukonde depuis 2021.

## Biographie
Fils du constitutionaliste Marcel Antoine Lihau, Jean-Pierre Lihau Ebua Kalokola est né le 20 janvier 1975 à Kinshasa. Il est détenteur d'une maitrise en droit public et d'un master en sciences politiques et administratives.
De 2009 à 2012, Jean-Pierre Lihau est conseiller principal chargé des questions juridiques du président de l'Assemblée nationale, Évariste Boshab. De 2012 à 2019, il est successivement directeur de cabinet adjoint et directeur de cabinet du président de l'Assemblée nationale Aubin Minaku Ndjalandjoko, successeur d'Évariste Boshab.
Élu député national dans la circonscription de Bumba dans la province de la Mongala lors des élections de 2018 sous l'étiquette du Parti du peuple pour la reconstruction et la démocratie (PPRD), il siège à l'Assemblée nationale où il est membre de la commission suivi et évaluation.
Jean Pierre Lihau était le meilleur élu de la circonscription électorale de Bumba aux élections de 2018[réf. nécessaire].
En avril 2019, il est désigné rapporteur adjoint de la commission chargée de l'élaboration du nouveau règlement intérieur de l'Assemblée nationale.
Le 10 novembre 2020, contre le mot d'ordre de sa famille politique, il participe aux consultations politiques initiées par le Président Félix Tshisekedi en vue de la création de l'Union sacrée de la Nation[source insuffisante].
Il est l'un des signataires de la pétition ayant conduit à la déchéance de la présidente de l'Assemblée Jeannine Mabunda Lioko et de son bureau le 10 décembre 2020 et il est ensuite désigné comme coordonnateur des 42 députés PPRD au sein de l'Union sacrée.[réf. nécessaire] Son nom est envisagé pour remplacer Jeannine Mabunda à la tête de l'Assemblée, c'est toutefois Christophe Mboso N'Kodia Pwanga qui est choisi pour ce poste.
En avril 2021, Jean-Pierre Lihau est nommé vice-Premier ministre chargé de la Fonction publique, de la Modernisation de l'administration et de l'Innovation du service public dans le gouvernement Lukonde.
Jean Pierre est reconduit Ministre de la fonction publique au gouvernement Suminwa.

## Polémique
La filiation entre Jean-Pierre Lihau et Marcel Lihau est contestée par les filles de ce dernier,.